# Jean-Jacques Rippert
Pour les articles homonymes, voir Rippert.
Jean-Jacques Rippert (ou Ripert, né vers 1645 ; décédé en 1724 à Paris) était un facteur d'instruments de musique installé à Paris, plus exactement un « faiseur » de flûtes à bec , flûtes traversières et hautbois selon l'expression en usage.

## Biographie
Jean-Jacques Rippert, probablement d'origine allemande et immigré à Paris, était un célèbre contemporain de Jean Hotteterre et de Pierre Naust. Ses instruments étaient recherchés et comptaient parmi les meilleurs, à l'égal des flûtes de Hotteterre: 

« selon la pratique du sieur Ripert et du sieur Jean Hautetaire le jeune, les plus habiles facteurs de Paris. »

— Joseph Sauveur, Tableau des instruments à vent dans « Principes d'acoustique », 1701
Les flûtes à bec de Rippert ont servi de modèles à Joseph Sauveur pour la définition des tessitures de chaque membre de la famille.
À partir de 1668, il vécut avec sa femme Michelle Maremaire dans la rue Saint-Honoré, jusqu'en 1703, date à laquelle il déménagea dans la rue du Colombier. Il aurait reçu sa formation auprès du même maître que Pierre Jaillard dit Peter Bressan (1663-1731). En 1716, le conseiller de Francfort von Uffenbach le décrit dans son fameux journal de voyage comme "un vieux bonhomme gris un peu maussade". Le voyageur Von Uffenbach, qui rendit également visite à Hotteterre, finit par préférer les instruments de Rippert lors de sa commande de deux flûtes pour son neveu à Francfort-sur-le-Main. Rippert aimait construire des instruments somptueux et précieux, comme en témoignent les quelque trente exemplaires qui nous sont parvenus de lui.
Ses flûtes traversière ont une perce conique très large, plus large que celles de Hotteterre. Cela leur confère un timbre puissant et plus sombre (par rapport aux flûtes de Hotteterre).
Comme marque d'atelier pour signer ses instruments, il utilisait un poinçon avec un dauphin stylisé au-dessus de son nom.
Il est intéressant de noter qu'un modèle de flûte de Rippert (actuellement dans une collection privée parisienne) semble avoir servi de modèle à Jacob Denner à Nuremberg pour sa flûte en ivoire à pied en do, disparue pendant la Seconde Guerre mondiale (anciennement à Berlin, Musée des instruments de musique). Heureusement, une photo de Curt Sachs dans la collection d'instruments de musique anciens de la Staatliche Hochschule für Musik de Berlin, 1922, planche 25, montre encore la similitude étonnante de certains travaux de Rippert et de Denner.
Selon la BnF, un proche éponyme Jean-Jacques Rippert (16xx-17xx) de sa famille a été compositeur et a obtenu un privilège pour la publication de sonates et autres œuvres le 26 juin 1722.

## Œuvre
Il subsiste onze instruments dont une flûte à bec sopranino en sol et quatre flûtes traversières de Rippert dans les collections, deux à Paris (Collection Dorgeuille), une à Glasgow et la magnifique flûte avec ivoire guilloché du Musée de l'Engadine à Saint-Moritz (Suisse).